# Tylonotus masoni
Tylonotus masoni är en skalbaggsart som först beskrevs av Knull 1928.  Tylonotus masoni ingår i släktet Tylonotus och familjen långhorningar. Inga underarter finns listade i Catalogue of Life.